# Enzio Sardyński

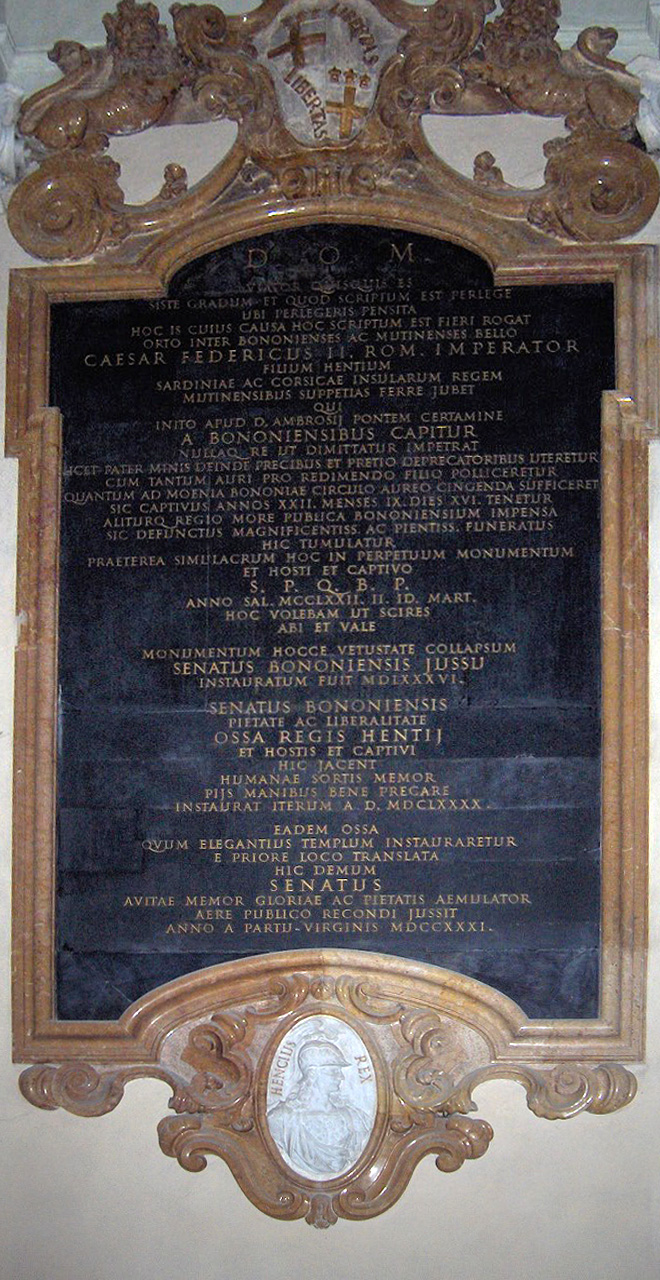
Nagrobek w bazylice San Domenico w Bolonii

Enzio Sardyński, (ur. ok. 1218 lub 1224; zm. 14 marca 1272 w Bolonii), - król Sardynii w latach 1239–1249/1272.
Enzio był nieślubnym synem cesarza Fryderyka II i szwabskiej szlachcianki Adelajdy, zapewne z dynastii książąt Urslingen.
Enzio był ulubionym synem Fryderyka II. Podobnie jak ojciec interesował się poezją. W 1238 r. Fryderyk II pasował go na rycerza. W tym samym roku Enzio poślubił Adelasię de Lacon-Gunale (ur. ok. 1207 r., zm. 1255 r.), córkę sędziego Torres Martiano II i Agnieszki de (Lacon-)Massa, wdowę po sędzim Gallury Ubaldo Viscontim. W 1246 r. na wniosek Alelasji małżeństwo zostało anulowane. Sardynia była wówczas podzielona na cztery królestwa, których władcy nosili tytuł "iudex" czyli sędzia. Adelasja wniosła mężowi dwie części Sardynii. W 1239 r. Fryderyk II mianował Enzio królem Sardynii i delegatem w środkowej i górnej Italii. W tej funkcji walczył z gwelfami w Romanii, Marchii i Toskanii.
Enzio przygotował uwięzienie dostojników kościelnych przybywających na sobór w Rzymie zwołany przez papieża Grzegorza IX w celu ekskomunikowania Fryderyka II. Właściwą operację przeprowadził jednak jeden z cesarskich admirałów, który w 1241 r. zatrzymał genueńskie okręty z dostojnikami kościelnymi koło wyspy Giglio. Wraz z Ezzelino da Romano walczył gwelfickimi komunami miejskimi. W 1245 r. koło Gorgonzola został wzięty do niewoli przez mediolańczyków, ale wkrótce został wymieniony na jeńców gwelfickich. W 1247 r. brał udział w bezskutecznym oblężeniu Parmy. W latach 1248–1248 zawarł drugie małżeństwo z nieznanego imienia von Enne (di Egna), córką podesty Werony Henryka III i siostrzenicą Ezzelino da Romano.
26 maja 1249 po bitwie pod Fossalta dostał się do niewoli bolończyków. Ojciec zażądał jego uwolnienia. Mimo to pozostał w niewoli aż do śmierci. Mieszkał "Palazzo Nuovo" zwanym także od jego imienia "Palazzo di re Enzo" pisząc melancholijne wiersze. Enzio jest zaliczany do sycylijskiej szkoły poetyckiej.

## Literatura
- C. Sperle, König Enzo von Sardinien und Friedrich von Antiochia. Zwei illegitime Söhne Kaiser Friedrichs II. und ihre Rolle in der Verwaltung des Regnum Italiae, Peter Lang, 2001, ISBN 3-631-37457-7.